# Estadio Jorge Luis Hirschi
Das Estadio Jorge Luis Hirschi (deutsch Jorge-Luis-Hirschi-Stadion) ist ein Fußballstadion in der argentinischen Stadt La Plata. Es wurde 1907 erbaut und fasste bis 2005 insgesamt 28.000 Zuschauer. Nach der Renovierung bieten sich 30.018 Plätze für die Besucher.
Der örtliche Fußballverein Estudiantes de La Plata trägt hier seine Heimspiele aus. Im September 2005 wurde die Anlage auf Grund verschärfter Regularien des argentinischen Fußballverbandes, die vorsahen keine Holztribünen mehr zuzulassen, gesperrt. Der Club zog in das Estadio Ciudad de La Plata um, während das Estadio Jorge Luis Hirschi renoviert wurde. Am 9. November 2019 wurde die Spielstätte, 14 Jahre nach der letzten Partie von Estudiantes, feierlich wiedereröffnet.

## Nachbarstadien
In der gleichen Gegend befindet sich auch das Estadio Juan Carmelo Zerillo, das auch unter dem Namen El Bosque (Der Wald) bekannt ist, da es sich in einer bewaldeten Umgebung befindet. Ferner wurde 2003 auch das Estadio Ciudad de La Plata errichtet.